# Шемчук Людмила Степанівна
Шемчук Людмила Степанівна (нар. 1946, с. Стила Старобешівського району) — оперна співачка (мецо-сопрано), солістка Большого театру, «Заслужена артистка РСФСР» (1984), переможець конкурсу імені Чайковського в Москві (Гран-прі та золота медаль), лауреат Всесоюзного конкурсу вокалістів ім. Глінки, Міжнародного конкурсу вокалістів ім. Ейтора Віла Лобоса в Ріо-де-Жанейро. У минулому солістка Віденської опери.
З 2003 року — солістка Донецького національного академічного театру опери та балети
ім. А. Б. Солов'яненка. Народилася в с. Стила Старобешівського району.
Шемчук Людмила Степанівна про себе і час:
«Моя Батьківщина у мене в крові, із дитинства. Побачила світло і почула звук у Стилі, невеличкому грецькому селищі під Донецьком, і вважаю себе донеччанкою. До п'яти років жила там у грецькій сім'ї, з бабусею і мамою. Мама співала українських пісень, брала участь у самодіяльності. Я на цьому виросла. Свого часу грецькі пісні співала бабуся. Мало було фольклору — не дозволялося. Це нині, дякувати Богові, Україна незалежна країна.»

## Нагороди
Перша премія та золота медаль на Міжнародному конкурсі ім. П. І. Чайковського.

## Інтернет-ресурси
- Донецький Національний академічний театр опери та балету ім. А. Б. Солов'яненка [Архівовано 17 березня 2013 у Wayback Machine.]
- Людмила Шемчук: Усе повертається на круги своя (інтерв'ю)[недоступне посилання з серпня 2019]